# Peter Beneke
Peter Beneke (* 11. März 1917 in Barmen; † 3. Januar 2016 in Wuppertal) war ein deutscher Politiker der CDU.

## Ausbildung und Beruf
Peter Beneke legte 1936 sein Abitur ab. Von 1936 bis 1938 war er beim Arbeitsdienst und der Wehrmacht. Anschließend absolvierte er eine kaufmännische Lehre. Ab 1939 war er in der Finanzverwaltung tätig. Von 1939 bis 1945 leistete er Kriegsdienst und geriet in Gefangenschaft. Zuletzt war er Steuerrat im Ruhestand gemäß Landesrechtsstellungsgesetz.

## Politik
Peter Beneke war seit 1954 Mitglied der CDU. Er wurde Vorsitzender des Deutschen Beamtenbundes, Kreisverband Wuppertal. Ab 1955 auch Vorsitzender des Beamtenausschusses der CDU Wuppertal und ab 1976 Vorsitzender des Landesbeamtenausschusses (Ausschuss öffentlicher Dienst) Rheinland. Mitglied des Kreisvorstandes der CDU Wuppertal wurde er 1958. Beneke war Vorsitzender des Stadtbezirksverbandes Zoo-Sonnborn der CDU Wuppertal. Er war Vorstandsmitglied des Landeskriegsopferausschusses der CDU Rheinland und seit 1970 Bezirksgruppenvorsitzender der CDU. 1959 bis 1964 und ab 1969 war er als Mitglied des Rates der Stadt Wuppertal tätig und fungierte als Vorsitzender des Ausschusses für die Allgemeine Verwaltung.
Peter Beneke war vom 28. Mai 1975 bis zum 28. Mai 1980 direkt gewähltes Mitglied des 8. Landtages von Nordrhein-Westfalen für den Wahlkreis 056 Wuppertal I.

## Ehrungen und Auszeichnungen
- Träger des Bundesverdienstkreuzes am Bande